# Heike Schlie
Heike Schlie (* 1964) ist eine deutsche Kunsthistorikerin.

## Werdegang
1999 wurde sie im Fach Kunstgeschichte an der Ruhr-Universität Bochum promoviert. 2001 erhielt sie ein zweijähriges Postdoktorandenstipendium der VW-Forschungsgruppe „Kulturgeschichte und Theologie des Bildes im Christentum“ an der Universität Münster. Von 2008 bis 2014 war sie wissenschaftliche Mitarbeiterin am Zentrum für Literatur- und Kulturforschung in Berlin. Nach zwei Professurvertretungen an der Universität Basel und der Humboldt-Universität Berlin wurde sie 2015 Senior Scientist an der Paris Lodron-Universität Salzburg.
Aktuell beschäftigt sie sich mit material- und technikikonologischen Fragen, Text-Bild-Verbindungen und dem Klosterneuburger Altar.

## Veröffentlichungen (Auswahl)
- Bilder des Corpus Christi. Sakramentaler Realismus von Jan van Eyck bis Hieronymus Bosch. Mann, Berlin 2002.
- mit Thomas Lentes, Barbara Welzel (Hrsg.): Das „Goldene Wunder“ in der Dortmunder Petrikirche. Bildgebrauch und Bildproduktion im Mittelalter (= Dortmunder Mittelalter-Forschungen. Band 2). Bielefeld 2003.
- Die Autoritätsmuster der Gregorsmesse. Umdeutungen und Auflösungen eines Zeichensystems. In: Frank Büttner, Gabriele Wimböck (Hrsg.): Das Bild als Autorität. Die normierende Kraft des Bildes. Münster 2004, S. 73–102.
- Erscheinung und Bildvorstellung im spätmittelalterlichen Kulturtransfer. Die Imago Pietatis als Selbstoffenbarung Christi in Rom. In: Andreas Gormans, Thomas Lentes (Hrsg.): Das Bild der Erscheinung. Die Gregorsmesse im Mittelalter. Berlin 2007, S. 59–121.
- The Invention of Innovation. Zentralperspektive und Ars Nova als Positionierung des Neuen. In: Burckhardt Dücker, Gerald Schwedler (Hrsg.): Das Ursprüngliche und das Neue. Münster u. a. 2008, S. 227–256.
- Vera Ikon im Medienverbund. Die Wirksamkeit der Sakramente und die Wirkung der Bilder. In: Cornelia Herberich, Christian Kiening (Hrsg.): Medialität des Heils. Zürich 2009, S. 61–82.
- Exzentrische Kreuzigungen um 1500. Zur Erfindung eines bildlichen Affektraums. In: Johann A. Steiger, Ulrich Heinen (Hrsg.): Golgatha in den Konfessionen und Medien der Frühen Neuzeit. Berlin/New York 2010, S. 63–92.
- mit Wolfgang Drews (Hrsg.): Zeugnis und Zeugenschaft. Perspektiven aus der Vormoderne (= Trajekte). Fink, München/Paderborn 2011.
- Mnemotop Jerusalem in der Prozession, in Brügge und im Bild. Die Turiner Passion von Hans Memling und ihre medialen Räume. In: Katja Gvozdeva, Hans Rudolf Velten (Hrsg.): Medialität der Prozession. Performanz ritueller Bewegung in Texten und Bildern der Vormoderne. Heidelberg 2011, S. 141–175.
- mit Stefanie Ertz, Daniel Weidner: Sakramentale Repräsentation. Substanz, Zeichen und Präsenz in der Frühen Neuzeit (= Trajekte). Fink, München/Paderborn 2012.
- mit Elke Koch (Hrsg.): Orte der Imagination – Räume des Affekts. Die mediale Formierung des Sakralen. Wilhelm Fink, Paderborn 2016.
- Vom Ambo zum Retabel. Das Klosterneuburger Goldschiedewerk von Nikolaus von Verdun. In: Zeitschrift für Kunstgeschichte. Band 80, 2017, S. 247–274.
- mit Matthias Däumer, Aurélia Kalisky (Hrsg.): Über Zeugen. Szenarien von Zeugenschaft und ihre Akteure (= Trajekte). Wilhelm Fink, Paderborn 2017.
- mit Christina Antenhofer (Hrsg.): Framing – Deframing – Reframing. Wege, Mechanismen und Strategien kultureller Aneignung in Mittelalter und Früher Neuzeit (= Interdisziplinäre Beiträge zu Mittelalter und Früher Neuzeit. Band 13). Winter, Heidelberg 2024.